# Atrichonota flavipennis
Atrichonota flavipennis là một loài bọ cánh cứng trong họ Endomychidae. Loài này được Arrow miêu tả khoa học năm 1925.